# Waldo (Floryda)
Waldo – miasto w Stanach Zjednoczonych, w stanie Floryda, w hrabstwie Alachua.